# 1025. grenadirski polk (Wehrmacht)
1025. grenadirski polk (izvirno nemško 1025. Grenadier-Regiment; kratica 1025. GR) je bil pehotni polk Heera v času druge svetovne vojne.

## Zgodovina
Polk je bil ustanovljen 20. novembra 1943  kot okrepljen grenadirski polk; 15. januarja 1944 so polk uporabili za ustanovitev 1057. grenadirskega polka.